# Do You Want the Truth or Something Beautiful?
Do You Want the Truth or Something Beautiful? è l'album in studio di debutto della cantante britannica Paloma Faith, pubblicato il 28 settembre 2009 per l'etichetta Epic Records.
Dall'album, contenente dieci tracce, sono state estratte come singoli le canzoni Stone Cold Sober (15 giugno), New York (13 settembre) e Do You Want the Truth or Something Beautiful? (21 dicembre).
L'album è stato certificato doppio disco di platino dalla BPI nel 2013.

## Tracce
1. Stone Cold Sober – 2:54
2. Smoke & Mirrors – 3:06
3. Broken Doll – 4:07
4. Do You Want the Truth or Something Beautiful? – 4:35
5. Upside Down – 3:09
6. Romance Is Dead – 3:04
7. New York – 3:39
8. Stargazer – 3:45
9. My Legs Are Weak – 4:48
10. Play On – 4:04

iTunes Bonus Tracks
1. Press Lightly – 3:33
2. Stone Cold Sober (Live at the ICA (Video)) – 3:27
3. New York (Live at the ICA (Video)) – 4:07

## Classifiche
| Classifica (2009) | Posizione raggiunta |
| ----------------- | ------------------- |
| Irlanda           | 26                  |
| Paesi Bassi       | 50                  |
| Regno Unito       | 9                   |
| Svizzera          | 37                  |